# Ромодановский, Фёдор Григорьевич
Князь Фёдор Григорьевич Ромодановский (ум. 1689) — стольник, московский дворянин, голова, воевода и боярин во времена правления Михаила Фёдоровича, Алексея Михайловича и Фёдора Алексеевича.
Из княжеского рода Ромодановские. Сын боярина и князя Григория Петровича Ромодановского (ум. 1628). Имел братьев, князей: Андрея (ум. 1609), Василия Большого, Ивана Большого, Петра, Василия Меньшого и Григория Григорьевичей.

## Биография

### Служба Михаилу Фёдоровичу
В марте 1635 году упомянут стольником при приёмке литовских послов.  В 1636-1640 годах в Боярской книге показан стольником. В январе 1639 года дневал и ночевал при гробе царевича Ивана Михайловича, а в апреле при гробе царевича Василия Михайловича. В январе 1644 года второй стольник в Грановитой Палате при приёме датского королевича Вольдемара Христиановича. В октябре 1645 года на праздник Покрова Пресвятой Богородицы упоминается в Столовой палате при столе государя и патриарха Иосифа.

### Служба Алексею Михайловичу
В октябре 1646 года в Столовой палате стольник при большом государевом столе. В сентябре 1651 года, в чине московского дворянина, ездил с государём в Троице-Сергиев монастырь. В мае 1654 года голова третьей сотни жильцов и восемнадцатый есаул в Государевом полку в русско-польской войне против Речи Посполитой.  В феврале 1655 года встречал вторым в сенях на большой встрече Антиохийского патриарха Макария. В марте 1656 года голова третьей сотни жильцов в Государевом полку в походе из Вязьмы против польско-литовских войск. В этом же году встречал первым Антиохийского патриарха Макария, а в июне голова третьей сотни жильцов в походе из Смоленска под Ригу против шведов. В 1664-1665 годах воевода в Пскове. В июне 1672 года, на второй день крестин царевича Петра I Алексеевича, у Государя за "родинным" столом был в Грановитой палате при присутствии Государя, новгородского митрополита Питирима и архимандритов московских монастырей, а также царевичей Грузинского, Касимовского и Сибирского. В 1674 году воевода в Рыльске, откуда в этом же году отозван в Москву.

##### Служба Фёдору Алексеевичу
В 1677 году пожалован в бояре. В 1678 году по указу царя оставался в Москве для её охраны на время государевых походов в села Измайлово, Покровское и Новодевичий монастырь. В мае 1679 года вновь оставался для охраны столица на время государева похода в село Воробьёво. В январе 1682 года был тридцать первым в Боярской думе и подписал соборное уложение об отмене местничества. В мае этого же года дневал и ночевал в Архангельском соборе у гроба царя Фёдора Алексеевича и с ним был один окольничий, десять стольников и один дьяк.
Последний раз князь Фёдор Григорьевич упоминается в разрядных книгах в 1688 году.
Умер в 1689 году и погребён патриархом Иоакимом 14 января того же года в Москве в церкви Василия Кесарийского на Тверской улице. По родословной росписи показан бездетным.

## Критика
М.Г. Спиридов показывает, что князь Фёдор Григорьевич был пожалован за турецкую службу в 1681 году саном — боярин, но в Боярской книге он показан в данном чине уже в 1677-1686 годах.